# رولز-رویس ریس
ریث (Wraith) خودرویی لوکس ساخت کارخانه انگلیسی رولز-رویس موتور کارز است که از زمستان سال ۲۰۱۳ میلادی به بازار عرضه خواهد شد. این خودرو یک کوپه دو در موتور جلو است و قوی‌ترین مدلی است که در تاریخ رولزرویس تولید شده‌است.
کمپانی انگلیسی رولزرویس توسط Charles Stewart Rolls و Frederick Henry Royce در سال 1906 میلادی تاسیس شد. سال 1914 میلادی با تاسیس Rolls-Royce Limited (که از سال 1987 به Rolls-Royce plc تغییر نام داد) ساخت پیشرانه های صنعت هواپیمایی را نیز آغاز کرد طوری که بعد از جنرال الکتریک آمریکا هم اکنون دومین غول این صنعت است. رولزرویس سال 1931 کمپانی بنتلی را خرید و سال 1998 نیز آنرا به فولکس واگن فروخت. سال 1973 بخش خودروسازی رولزرویس از کمپانی جدا شد و با نام Rolls-Royce Motors به گروه صنایع Vickers plc فروخته شد فعالیت خود را ادامه داد. سال 1998 نیز Rolls-Royce plc با خرید تمام کمپانی Vickers plc دوباره بخش خودروسازی خود را در اختیار گرفت؛ همچنین در همان سال رولزرویس موتورز به کمپانی بی ام و واگذار شد و تا هم اکنون نیز تحت نظر آلمانی ها ادامه کار می دهد.
رولزرویس ریس از نظر فنی و تاحدی ظاهری برپایه رولزرویس گوست ساخته شده‌است. موتور ماشین دوازده سیلندر با حجم ۶٫۶ لیتر بی ام و بوده و دو سیستم توربو است که ۶۲۴ اسب بخار نیرو تولید می‌کند.